# Waidach, Zgornji Dravograd
Waidach je naselje v Občini Zgornji Dravograd v Okraju Špital ob Dravi  na Koroškem v Avstriji.